# Espeja (Salamanca)
Espeja ist ein Ort und eine nordspanische Gemeinde (municipio) mit 211 Einwohnern (Stand: 2024) in der Provinz Salamanca in der Autonomen Gemeinschaft Kastilien und León. 

## Geografie
Die Gemeinde Espeja liegt etwa 120 Kilometer südwestlich von Salamanca an der portugiesischen Grenze in einer Höhe von ca. 695 m. Am Nordrand der Gemeinde führt die Autovía A-62 entlang. Der Río Azaba begrenzt im Osten die Gemeinde. 

## Bevölkerungsentwicklung
| Jahr      | 1900 | 1950 | 1960 | 1970 | 1981 | 1991 | 2001 | 2011 | 2021 |
| Einwohner | 906  | 1205 | 932  | 632  | 400  | 343  | 287  | 276  | 220  |

## Sehenswürdigkeiten
- Linuskirche (Iglesia de San Lino)

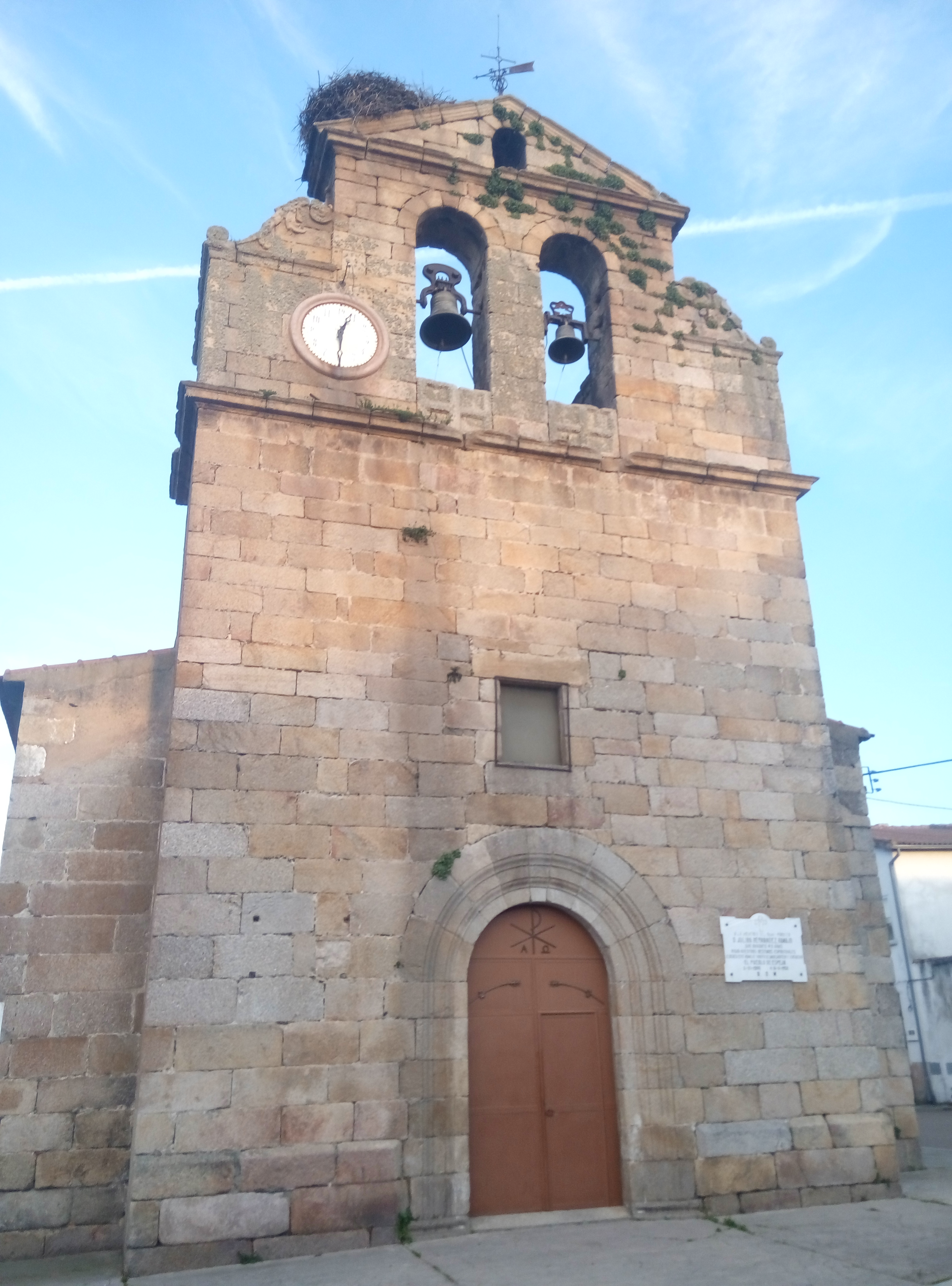
Linuskirche

## Persönlichkeiten
- Henry MacKinnon (1773–1812), Generalmajor, bei der Belagerung von Ciudad Rodrigo in den napoleonischen Kriegen durch eine Explosion eines feindlichen Munitionsdepots getötet und auf dem Friedhof von San Lino bestattet